# Manchester Trophy 2002
Il Manchester Trophy 2002 è stato un torneo di tennis facente parte della categoria ATP Challenger Series nell'ambito dell'ATP Challenger Series 2002. Il torneo si è giocato a Manchester in Gran Bretagna dal 15 al 21 luglio 2002 su campi in erba.

## Vincitori

### Singolare
Vladimir Volčkov ha battuto in finale  Karol Beck con il punteggio di 6–4, 7–6(2)

### Doppio
Karol Beck /  Aisam-ul-Haq Qureshi hanno battuto in finale  John Hui /  Anthony Ross con il punteggio di 6–3, 7–6(2)